# Hans Taubken
 Hans Taubken (* 8. September 1943  in Minden; † 2. September 2015 in Münster) war ein Germanist und Mundartforscher.

## Leben
Nach der Mittleren Reife und einer Lehre als Maschinenschlosser in seiner Geburtsstadt Lingen holte er auf dem zweiten Bildungsweg das Abitur am Overberg-Kolleg in Münster nach. Danach begann er 1968 ein Studium der Germanistik und Geographie in Münster mit dem Ziel Gymnasiallehrer zu werden. Nach dem Staatsexamen 1973 wurde er wissenschaftlicher Referent in der Kommission für Mundart- und Namenforschung Westfalens (seit 1990 Geschäftsführer), wo er an dem Groß-Projekt der Erstellung des „Westfälischen Wörterbuchs“ mitarbeitete. 1979 wurde er in Münster mit einer Arbeit über „Die Geschichte der Schriftsprache in der ehemaligen Grafschaft Lingen“ promoviert.
Taubken schrieb über seine Hinwendung zur westfälischen Namenforschung: „Als Student mit dem Ziel des Lehramtes an Gymnasien war mein Studium zum größten Teil auf die Schule hin konzipiert. Eine Wende bedeutete für mich das Angebot eines meiner akademischen Lehrer, über die wechselhafte Sprachgeschichte der Grafschaft Lingen vom Niederdeutschen zum Niederländischen und schließlich zum Hochdeutschen zu promovieren. Als mir dann noch eine Stelle als wissenschaftlicher Mitarbeiter am großlandschaftlichen Westfälischen Wörterbuch in Münster angeboten wurde, fiel mir der Entschluß leicht, mich künftig beruflich ganz der niederdeutschen Sprache und Literatur zu widmen.“
1978 übernahm er einen Lehrauftrag für die niederdeutsche Sprache und Literatur im Fachbereich 3 (Sprache und Literatur) der damaligen Gesamthochschule Paderborn. 1992 wurde ihm in Paderborn eine Honorarprofessur verliehen. Taubken war Mitglied in der 1983 gegründeten „Augustin Wibbelt-Gesellschaft“ und Redakteur des Jahrbuches der Gesellschaft. Im Frühjahr 1985 übernahm er die editorische Bearbeitung der neuen auf 22 Bände angelegten Wibbelt-Edition, die er bis zu seinem Tod fortsetzte. Nach 35 Jahren Tätigkeit in der Kommission für Mundart- und Namenforschung Westfalens wurde er 2008 pensioniert.

## Schriften (Auswahl)
- Niederdeutsch, Niederländisch, Hochdeutsch. Die Geschichte der Schriftsprache in der Stadt und in der ehemaligen Grafschaft Lingen vom 16.–19. Jahrhundert. (Dissertation Münster 1979/80). (= Niederdeutsche Studien, 29). Böhlau, Köln und Wien 1981.
- Niederdeutsche Sprache – westfälische Mundarten. (Erschienen in Westfalen regional, herausgegeben von Heinz Heineberg unter Mitarbeit von Horst Pohlmann und Markus Wieneke, Band 35 der Reihe Siedlung und Landschaft in Westfalen.) 2007 (Web, PDF)

- Hrsg.: Die Beschrivinge der Niedergrafschaft Lingen. Ein landesherrliches Einkünfteverzeichnis aus den Jahren 1555 bis 1592 . (= Quellen und Forschungen zur Lingener Geschichte, 2). Bielefeld 1999.
- Hrsg. mit Heinrich Book: Hümmlinger Wörterbuch auf der Grundlage der Loruper Mundart. Meppen 2006.
- Hrsg.: Augustin Wibbelt – Gesammelte Werke in Einzelausgaben. Wat de aolle Drüke Möhne daoto segg. Münsterländisches. Aus dem Ludgerus-Blatt 1891–1896. Bielefeld 2014.